# 정호 (1984년)
정호(1984년 10월 8일 ~ )는 대한민국의 가수다. 2016년 디지털 싱글 앨범 [대형사고]로 데뷔했다. 이전 예명은 '설윤', '최규'였다.

## 방송
- 내일은 미스터트롯 (2020) - Top47(31위)
- 쇼오디오자키(2020) - 트롯남녀(장민호,한담희,박성연,정호)
- 랭킹쇼 1,2,3(2019)
- 쇼킹 나이트 (2023) - Top20

## 음반
- 대형사고 (2016)
- 우리 이모 (2017)
- 쑈쑈쑈 (2018)
- 코로나 이겨낼거야 (2020)
- 뻥 (2021)
- 마흔이 처음이라 (2023)

## 공연
- 투맘쇼 (2016, 2018)
- 더가이즈 시즌2 (2016)
- 2020 트롯젠틀맨 전국투어콘서트 - 부산 (2020)
- 도고 트로트 보이즈 (2020)